# NGC 5825
NGC 5825 је ознака објекта на координатама са ректансцензијом 15h 2m 0,0s и деклинацијом + 18° 42" 30'. Открио га је Луис Свифт, 20. јуна 1886. Каснијим посматрањима на том положају није уочен никакав астрономски објекат.